# لی هویفن
لی هویفن (انگلیسی: Li Huifen؛ زادهٔ ۱۵ اکتبر ۱۹۶۳) بازیکن تنیس روی میز اهل چین بود.